# فرست گلف بنک
فرست گلف بنک (انگلیسی: First Gulf Bank) شرکت خدمات مالی اماراتی است، که در سال ۱۹۷۹ تأسیس شد.